# Синагога горских евреев в Баку
Синагога горских евреев в Баку — синагога в столице Азербайджана, в городе Баку. Здание синагоги, построенное в 2011 году, находится на улице Али Мардана Топчибашева, 72.

## История
В 1945 году, после окончания Второй мировой войны, горские евреи, для удовлетворения религиозных потребностей, получили от советской власти одно из старинных зданий в Баку. Из-за ветхости здания, люди приходившие на богослужения сталкивались с большими неудобствами. После обретения Азербайджаном независимости, в здании проводился ремонт и был надстроен второй этаж. Несмотря на это, в 2010 году возникла необходимость в строительстве нового здания синагоги. 5 апреля 2011 года состоялось открытие нового здания синагоги.

## См.также
- Синагога ашкеназских евреев в Баку
- Шестикупольная синагога